# Lucinda Jenney
Lucinda Kingsbury Jenney (Queens - New York, 23 april 1954) is een Amerikaanse actrice.

## Huwelijk
Jenney trouwde in 2017 met acteur Bill Moseley, en heeft een dochter. 

## Filmografie

### Films
Selectie:.
- 2019 3 from Hell - als Nebraska
- 2003 S.W.A.T. – als Kathy
- 2002 The Mothman Prophecies – als Denise Smallwood
- 2001 Crazy/Beautiful – als Courtney Oakley
- 2000 Thirteen Days – als Helen O'Donnell
- 2000 Remember the Titans – als Arleen Yoast
- 2000 If These Walls Could Talk 2 – als moeder van Ella
- 1998 Practical Magic – als Sara
- 1998 What Dreams May Come – als Mevr. Jacobs
- 1997 Mad City – als Jenny
- 1997 G.I. Jane – als Blondell
- 1996 Thinner – als Heidi Halleck
- 1993 Mr. Jones – als Christine
- 1991 Thelma & Louise – als serveerster Lena
- 1989 Born on the Fourth of July – als voorbijgangster bij democratisch congres
- 1988 Rain Man – als Iris
- 1986 Peggy Sue Got Married – als Rosalie Testa

### Televisieseries
Uitgezonderd eenmalige gastrollen.
- 2005 Law & Order: Criminal Intent – als Elise Garrett – 2 afl.
- 2003 24 – als Helen Singer – 4 afl.
- 2003 The Shield – als Lanie Kellis – 7 afl.
- 2000 The Practice – als Angela Jamison – 2 afl.
- 1999 Cracker – als Linda Palmer – 2 afl.
- 1997 The Visitor – als Nadine Walden – 2 afl.
- 1996 High Incident – als Anne Bonner – 4 afl.

- Bibliothèque nationale de France: cb14190445t (data)
- International Standard Name Identifier: 0000 0000 0125 2534
- Library of Congress Control Number: no99060857
- Nationale Bibliotheek van Israël: 987007438084305171
- Nationale Bibliotheek van Polen: a0000002964648
- Virtual International Authority File: 64216648
- WorldCat: E39PBJht8wdh9T3Y8VG7jYkCcP